# Saint-Médard (Charente Marítim)
Saint-Médard és un municipi francès situat al departament del Charente Marítim i a la regió de la Nova Aquitània. L'any 2007 tenia 85 habitants.

## Demografia

### Població
El 2007 la població de fet de Saint-Médard era de 85 persones. Hi havia 32 famílies de les quals 8 eren unipersonals (8 homes vivint sols), 8 parelles sense fills i 16 parelles amb fills.
La població ha evolucionat segons el següent gràfic:
Habitants censats

### Habitatges
El 2007 hi havia 40 habitatges, 34 eren l'habitatge principal de la família i 6 eren segones residències. Tots els 39 habitatges eren cases. Dels 34 habitatges principals, 26 estaven ocupats pels seus propietaris, 6 estaven llogats i ocupats pels llogaters i 2 estaven cedits a títol gratuït; 3 tenien dues cambres, 2 en tenien tres, 8 en tenien quatre i 21 en tenien cinc o més. 34 habitatges disposaven pel capbaix d'una plaça de pàrquing. A 18 habitatges hi havia un automòbil i a 16 n'hi havia dos o més.

### Piràmide de població
La piràmide de població per edats i sexe el 2009 era:
| Homes | Edats   | Dones |
| ----- | ------- | ----- |
| 0     | 95 o +  | 0     |
| 0     | 90 a 94 | 0     |
| 1     | 85 a 89 | 2     |
| 0     | 80 a 84 | 0     |
| 1     | 75 a 79 | 1     |
| 2     | 70 a 74 | 4     |
| 3     | 65 a 69 | 2     |
| 2     | 60 a 64 | 3     |
| 1     | 55 a 59 | 1     |
| 1     | 50 a 54 | 1     |
| 3     | 45 a 49 | 1     |
| 2     | 40 a 44 | 3     |
| 4     | 35 a 39 | 1     |
| 3     | 30 a 34 | 3     |
| 3     | 25 a 29 | 3     |
| 0     | 20 a 24 | 2     |
| 4     | 15 a 19 | 2     |
| 2     | 10 a 14 | 2     |
| 2     | 5 a 9   | 2     |
| 1     | 0 a 4   | 1     |

## Economia
El 2007 la població en edat de treballar era de 55 persones, 41 eren actives i 14 eren inactives. De les 41 persones actives 39 estaven ocupades (20 homes i 19 dones) i 2 estaven aturades (1 home i 1 dona). De les 14 persones inactives 3 estaven jubilades, 10 estaven estudiant i 1 estava classificada com a «altres inactius».
Activitats econòmiques
L'únic establiment que hi havia el 2007 era d'una empresa de comerç i reparació d'automòbils.

## Poblacions més properes
El següent diagrama mostra les poblacions més properes.